# Casatiello
El casatiello es una torta salada muy tradicional de la cocina napolitana que se suele hacer y servir en la Semana Santa. La receta difiere de una familia a otra, pero coincide en la forma toroidal, con una decoración externa a base de huevos duros. 

## Características
Suele elaborarse la masa con harina de trigo y levadura, se extiende y se añaden pimienta, manteca de cerdo, salami y otros embutidos, quesos como el pecorino (de leche de oveja), huevos cocidos dispuestos en corona y fijados con unas tiras de masa cruzadas sobre las cáscaras.
El casatiello es un plato cargado de simbología de la Semana Santa: las tiras de masa cruzadas representan la Santa Cruz, mientras que la forma de anillo se refiere a la ciclicidad de la resurrección de Jesús.